# Camellia dalatensis
Camellia dalatensis är en tvåhjärtbladig växtart som beskrevs av V.D.Luong, Ninh och Hakoda. Camellia dalatensis ingår i släktet Camellia och familjen Theaceae. Inga underarter finns listade i Catalogue of Life.